# Eugene Carson Blake
Eugene Carson Blake (né le 7 novembre 1906 à St. Louis, Missouri, et mort le 31 juillet 1985 à Stamford, Connecticut) est une personnalité de l'Église protestante des États-Unis dans les années 1950 et 1960. Il a été secrétaire général du Conseil œcuménique des Églises (COE) de 1966 à 1974.

## Famille et études
Eugene Blake est le fils d'un vendeur de la Inland Steel Company, une grande aciérie américaine. Il étudie aux universités de Princeton et d'Édimbourg.
De 1928 à 1929, il enseigne au Forman Christian College à Lahore au Pakistan. Il obtient son doctorat au séminaire théologique de Princeton en 1932.

## Carrière
Eugene Blake est pasteur de l'Église presbytérienne (États-Unis) de 1935 à 1951, à New York et en Californie.
Il a ensuite été président du National Council of Churches des États-Unis (Conseil national des Églises, œcuménique) de 1954 à 1957.
Par ailleurs, Eugene Blake était secrétaire de l'assemblée générale de l'Église presbytérienne (États-Unis) de 1951 à 1958, puis de l'Église presbytérienne unie (United Presbyterian Church in the United States of America) jusqu'en 1966.
Eugene Blake a été le second secrétaire général du Conseil œcuménique des Églises (COE) de 1966 à 1972, après Willem Visser’t Hooft. La visite historique des bureaux du Conseil œcuménique à Genève par le pape Paul VI, le 10 juin 1969, a eu lieu durant la présence de Eugene Blake à la tête du COE.

## Engagements
Eugene Blake était un défenseur des droits civiques et a participé à la lutte contre le racisme. Il aurait dit être « le premier pasteur blanc à être arrêté dans le mouvement des droits civiques ». On le voit aux côtés de Martin Luther King, à la tête d'une « Marche sur Washington pour des places de travail et pour la liberté » en 1963.
Mais avant tout il est connu pour son engagement dans l'œcuménisme. Dans le contexte du mouvement œcuménique mondial qui se manifeste en 1948 avec la création du COE, il aurait donné l'impulsion pour la Consultation on Church Union, un mouvement qui a contribué pendant une quarantaine d'années au rapprochement entre les diverses églises protestantes aux États-Unis. Eugene Blake voyait cette Consultation comme une « super-Église protestante géante ». Déjà en 1961, Eugene Blake apparaît en couverture du Time magazine avec ce titre : « Les protestants peuvent-ils s'unir ? Une proposition presbytérienne ».

## Publications
Son ouvrage le plus connu est The Church in the next decade, paru chez plusieurs éditeurs en anglais dès 1966, puis traduit en néerlandais (1968) et en allemand (1969).
Ses manuels pour les personnes engagées dans l'Église presbytérienne (Presbyterian law for the local church, 1953, et Presbyterian law for the presbytery, 1958) ont connu de nombreuses rééditions jusqu'en 1982.